# Коваль-Гнатів Дзвінка Юріївна
Коваль-Гнатів Дзвінка Юріївна (нар. 17 грудня 1967, Львів) — українська перекладачка з латини та давньогрецької. Член Національної спілки письменників України (2003). Дочка Юрія Коваля.

## Життєпис
Дзвінка Коваль (Гнатів) народилася 17 грудня 1967 року у Львові. Закінчила факультет іноземних мов Львівського державного університету ім. І. Франка. Працює викладачем Львівського національного медичного університету та старшим викладачем Українського Католицького Університету.

## Доробок
Автор книжок перекладів: Платон «Горгій», Клавдій Еліан «Строкаті історії», Платон «Держава», Григорій Ніський «Життя Мойсея», Теофраст «Характери», Микола Кавасила «Життя в Христі».
2005 року опублікувала розвідку про життя і творчість давньогрецької поетеси Сапфо «Загадка Сапфо».